# Кустарниковые кукушки
Кустарниковые кукушки (лат. Phaenicophaeus) — род птиц семейства кукушковых. Объединяет  шесть видов крупных кукушек с очень длинным хвостом, обитающих в тропических широтах Азии. У большинства видов маховые окрашены в оливково-зелёный либо фиолетовый цвет. Для всех представителей рода характерны ярко раскрашенные клюв и участок неоперённой кожи вокруг глаза. Хохолок отсутствует. В отличие от многих других групп кукушек, кустарниковые не являются гнездовыми паразитами, но самостоятельно строят гнездо и высиживают потомство. Как правило, держатся в среднем и верхнем ярусе леса, редко опускаясь на уровень подлеска. Питаются крупными древесными насекомыми и ящерицами, которых подкарауливают в тени листвы. Гнездо — почти плоская чаша из тонких веточек. В кладке 2—4 белых яйца. Высиживают и выкармливают потомство обе птицы пары.

## Систематика
Род описан английским орнитологом и энтомологом Джеймсом Стивенсом в 1815 году, когда он принял участие в работе над 9 томом сборника «General Zoology, or Systematic Natural History» Джорджа Шоу. Предложенное им научное название Phaenicophaeus является немного изменённым древнегреческим словосочетанием φοινῑκο-φαής, которое можно перевести как «отливающий пурпуром». Таким образом автор ссылался на ярко-красные участки оголённой кожи у краснолицой кустарниковой кукушки, которая послужила типовым видом для данного рода.
В состав рода включают 7 видов:
- Phaenicophaeus curvirostris — Каштановогрудая кустарниковая кукушка
- Phaenicophaeus oeneicaudus
- Phaenicophaeus pyrrhocephalus — Краснолицая кустарниковая кукушка
- Phaenicophaeus sumatranus — Рыжебрюхая кустарниковая кукушка
- Phaenicophaeus viridirostris — Синелицая кустарниковая кукушка
- Phaenicophaeus diardi — Чернобрюхая кустарниковая кукушка
- Phaenicophaeus tristis — Кокиль